# ビンス・シニッシ
ビンス・シニッシ（Vince Sinisi , 1981年11月7日 - ）はアメリカ合衆国の野球選手。ポジションは一塁手・外野手。左投左打。過去にはMLBナ・リーグ中地区サンディエゴ・パドレスのAAA級でプレーしていた。
確実性とパンチ力を生かしたバッティングを武器とし、2007年はAAAで打率3割をマークした。
2006年にイタリア系アメリカ人としてWBCイタリア代表に選出された。